# Trillium
Trille
Genre
Classification APG II (2003)
Trillium est un genre de plantes, les trilles, monocotylédones de la famille des Liliaceae selon la classification classique, ou des Melanthiaceae selon la classification phylogénétique.

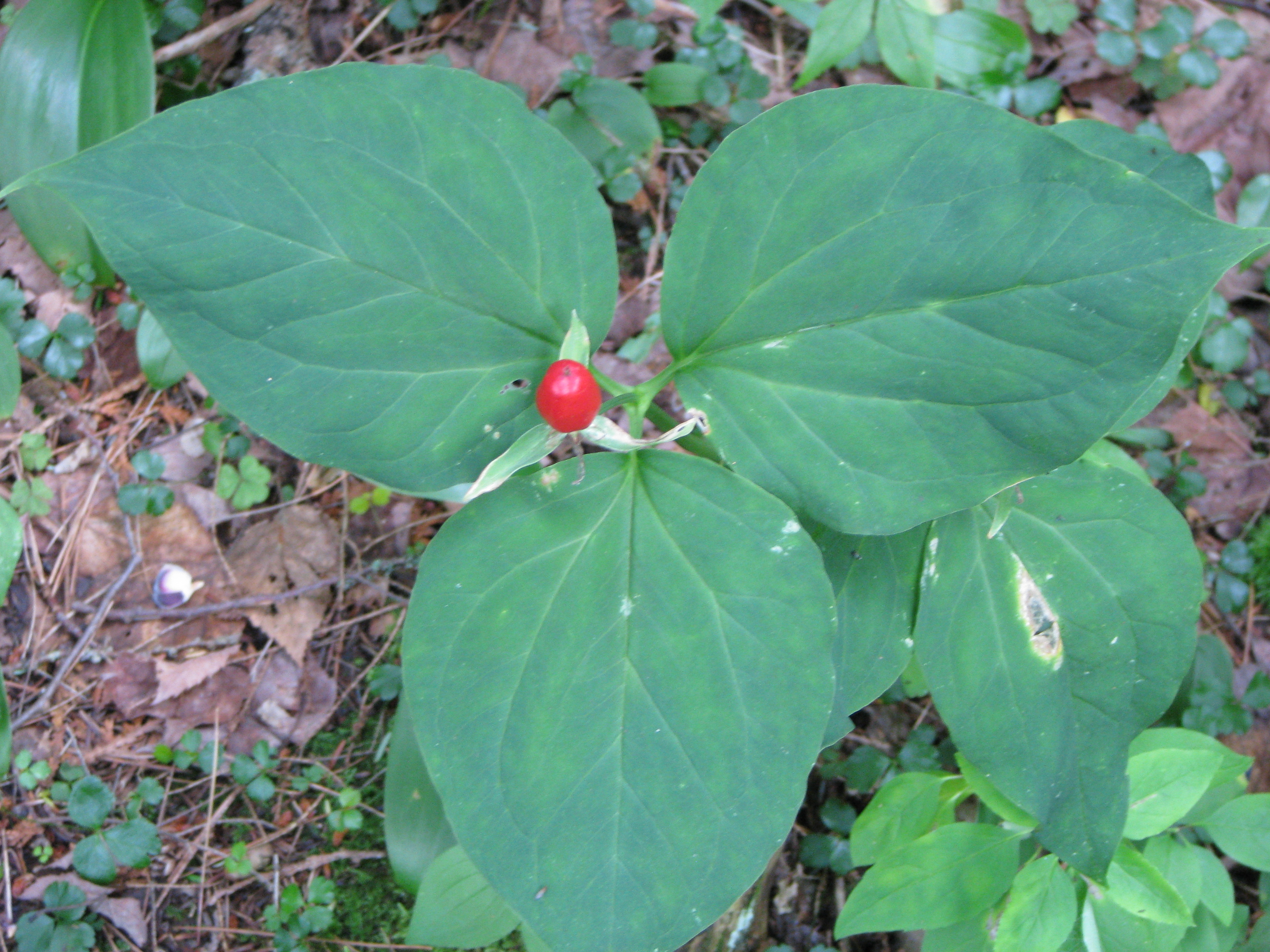
Fruit de Trille blanc

Le nom « Trillium », donné par Carl von Linné, viendrait peut-être du suédois « trilling », triplet. Les différentes parties de la plante sont en effet ternaires : un verticille unique de trois feuilles généralement sessiles, une fleur solitaire à trois sépales vert et trois pétales colorés, six étamines et trois carpelles soudés. Le fruit est une capsule à trois loges. Les trilles sont des plantes vivaces à rhizome.
Les fleurs qui apparaissent au printemps ont une odeur plus ou moins prononcée, souvent fruitée ou épicée. Certaines, comme Trillium flexipes et Trillium albidum, ont une odeur parfumée, d’autres ont une odeur désagréable : Trillium erectum et Trillium underwoodii, voire putride : Trillium foetidissimum, Trillium ludovicianum et Trillium stamineum.
Le genre compte 43 espèces, dont 38 sont originaires d'Amérique et 5 sont asiatiques. Il comporte deux sous-genres : Trillium, à fleur pédonculée à pétales étalés et à feuilles généralement immaculées, et Phyllantherum, à fleur sessile à pétales généralement dressés et à feuilles plus ou moins tachetées.

## Les espèces

### Les espèces américaines

#### Sous-genre Trillium
| Espèce                                                                        | Photo               | Distribution                                                                                 | Description |
| Trillium catesbaei Ell.                                                       | Trillium catesbaei  | Sud-est des États-Unis en sol acide                                                          | Fleur penchée blanches à roses plus ou moins profond – Trille penché |
| Trillium cernuum L.                                                           | Trillium cernuum    | Répandu dans l’est du Canada et le nord-est des États-Unis                                   | Fleur blanche pendante |
| Trillium erectum L. Trille rouge                                              | Trille rouge        | Sud-est du Canada et est des États-Unis                                                      | Fleur à odeur de chien mouillé, généralement dressée (erectum) parfois penchée, marron, pourpre, blanche ou jaune |
| Trillium flexipes Raf.                                                        | Trillium flexipes   | Centre des États-Unis (région des grands lacs) en sol calcaire                               | Fleur blanche parfumée dressée ou penchée |
| Trillium grandiflorum (Michx.) Salisb. Trille blanc                           | Trille blanc        | Répandu dans le sud du Canada et le centre et le nord-est des États-Unis                     | Grande fleur blanche, parfois rosée (f. roseum). Le trille blanc est l'emblème floral de la province canadienne de l'Ontario. Il apparaît également sur le drapeau franco-ontarien. |
| Trillium nivale Ridd.                                                         | Trillium nivale     | Centre et nord-est des États-Unis                                                            | Espèce naine calcicole à fleur blanche apparaissant à la fonte des neiges |
| Trillium ovatum Pursh                                                         | Trillium ovatum     | Ouest des États-Unis et île de Vancouver                                                     | Fleur blanche, tournant au rose en fin de floraison - var. maculosum a des feuilles tachetées |
| Trillium persistens Duncan .                                                  | Trillium persistens | Endémique rare d’un petit secteur à la frontière nord de la Géorgie et de la Caroline du Sud | Fleur blanche à pétales ondulés, tournant au pourpre en fin de floraison |
| Trillium pusillum Michx                                                       | Trillium pusillum   | En populations isolées çà et là dans le sud-est des États-Unis                               | Fleur blanche, tournant au vieux rose en fin de floraison. Parmi les différentes variétés décrites, seules les deux suivantes se maintiennent en culture : - var. texanum Buckl. (Syn. Trillium texanum Buckl.) : feuilles et pétales plus étroits - var. virginianum Fernald : fleur (sub-)sessile |
| Trillium rivale S. Wats. Syn: Pseudotrillium rivale (S. Watson) S. B. Farmer) | Trillium rivale     | Espèce endémique des Monts Siskyou et Klamath                                                | Grande fleur blanche, avec parfois un piqueté d’un rose plus ou moins profond. La sélection ‘Purple Heart’ a un piqueté plus prononcé. |
| Trillium rugelii Rendle.                                                      | Trillium rugelii    | Sud-est des États-Unis                                                                       | Grande fleur blanche renversée à étamines saillantes |
| Trillium simile Gleason.                                                      | Trillium simile     | Endémique des Great Smoky Mountains (Tennessee, Géorgie et Carolines)                        | Grande fleur crème |
| Trillium sulcatum Patrick                                                     | Trillium sulcatum   | Sud des monts Appalaches                                                                     | Grande fleur marron ou rouge, parfois jaune ou blanche (f. albolutescens) ; ressemble au Trille rouge en plus grand |
| Trillium undulatum Willd. Trille ondulé painted trillium                      | Trillium undulatum  | Espèce calcifuge de l’est du Canada et nord-est des États-Unis                               | Fleur blanche à pétales ondulés avec une marque en V rouge |
| Trillium vaseyi Harbison                                                      | Trillium sulcatum   | Endémique de l’extrême sud des monts Appalaches                                              | Grande fleur rouge foncé |

#### Sous-genre Phyllantherum
| Espèce                                       | Photo                   | Distribution                                                                     | Description |
| Trillium albidum J.D. Freeman                | Trillium albidum        | Ouest des États-Unis                                                             | Grande fleur parfumée à pétales blancs à base souvent rosée ; feuilles à marbrures plus sombres                                                     |
| Trillium angustipetalum (Torr.) J.D. Freeman | Trillium angustipetalum | Californie                                                                       | Fleur pourpre à pétales étroits ; feuilles ovales à taches noirâtres                                                                                |
| Trillium chloropetalum (Torr.) T.J. Howell   | Trillium chloropetalum  | Côtes de Californie                                                              | Fleur à odeur agréable jaune verdâtre à pourpre à pétales ovales ; feuilles ovales à taches plus foncées - var. giganteum est plus robuste          |
| Trillium cuneatum Raf.                       | Trillium cuneatum       | Sud-est des États-Unis                                                           | Pétales marron à pourprés ; la plus grande espèce du sous-genre à feuilles fortement marbrées                                                       |
| Trillium decipiens J.D. Freeman              | Trillium decipiens      | Alabama                                                                          | Pétales marron ; feuilles lancéolées fortement marbrées                                                                                             |
| Trillium decumbens Harbison                  | Trillium decumbens      | Nord de la Géorgie et de l’Alabama                                               | Fleur pourpre à pétales étroits ; tige retombante à feuilles ovales fortement marbrées                                                              |
| Trillium discolor Wray ex Hook.              | Trillium discolor       | Cours supérieur de la rivière Savannah (Carolines et Géorgie)                    | Pétales spatulés jaunes ou jaunâtres ; feuilles ovales tachetées dans leur jeunesse                                                                 |
| Trillium foetidissimum J.D. Freeman          | Trillium foetidissimum  | Cours inférieur du Mississippi                                                   | Fleur répandant une odeur putride, à pétales étroits pourprés ou brunâtres ; feuilles ovales fortement marbrées                                     |
| Trillium gracile J.D. Freeman                |                         | Plaine côtière du Texas à la frontière de la Louisiane                           | Pétales étroits marron ; feuilles ovales légèrement tachetées                                                                                       |
| Trillium kurabayashii J.D. Freeman           | Trillium kurabayashii   | Nord de la Californie                                                            | Pétales lancéolés pourpres ; feuilles ovales brillantes plus ou moins tachetées                                                                     |
| Trillium lancifolium Raf.                    | Trillium lancifolium    | Çà et là dans le sud-est des États-Unis                                          | Pétales étroits marron ; feuilles étroites marbrées                                                                                                 |
| Trillium ludovicianum Harbison               | Trillium ludovicianum   | Plaine côtière de la Louisiane et cours inférieur du Mississippi                 | Fleur à odeur de charogne, à pétales étroits vert pourpré ou bicolores ; feuilles lancéolées fortement marbrées                                     |
| Trillium luteum (Muhl.) Harbison             | Trillium luteum         | Caroline du Nord et Tennessee                                                    | Pétales jaune citron ; feuilles ovales marbrées dans leur jeunesse                                                                                  |
| Trillium maculatum Raf.                      | Trillium maculatum      | Sud-est des États-Unis                                                           | Pétales pourpres, jaunes (f. luteum) ou jaunes à base pourprée (f. simulans) ; feuilles ovales fortement marbrées                                   |
| Trillium parviflorum Soukup                  | Trillium parviflorum    | Nord-ouest des États-Unis                                                        | Pétales étroits blancs ; feuilles ovales à peine tachetées                                                                                          |
| Trillium petiolatum Pursh                    | Trillium petiolatum     | Montagnes du nord-ouest des États-Unis                                           | Pétales étroits marron, pourpres ou jaunâtres ; feuilles longuement pétiolées vert clair immaculées                                                 |
| Trillium recurvatum Beck                     | Trillium recurvatum     | Centre des États-Unis, des Grands Lacs à la Louisiane                            | Fleur à pétales étroits pourpres ou jaunâtres (f. luteum) et à sépales renversés ; feuilles ovales nettement pétiolées, marbrées dans leur jeunesse |
| Trillium reliquum J.D. Freeman               | Trillium reliquum       | Quelques stations en Caroline du Sud et en Géorgie                               | Pétales pourpre foncé ou marron ; feuilles ovales fortement marbrées                                                                                |
| Trillium sessile L.                          | Trillium sessile        | Largement répandu dans la partie centrale des États-Unis                         | Pétales ovales marron ou jaunâtres (f. viridiflorum) ; feuilles ovales, marbrées dans leur jeunesse                                                 |
| Trillium stamineum Harbison                  | Trillium stamineum      | Une bande allant du Tennessee à la plaine côtière de l’Alabama et du Mississippi | Fleur à odeur de charogne, à pétales étroits pourpre sombre à marron étalés et à étamines saillantes ; feuilles ovales tachetées dans leur jeunesse |
| Trillium underwoodii Small                   | Trillium underwoodii    | Alabama et Géorgie                                                               | Fleur malodorante à pétales marron ou pourpres ; feuilles pendantes, lancéolées fortement marbrées                                                  |
| Trillium viride Beck                         |                         | Cours supérieur du Missouri                                                      | Pétales étroits vert clair ; feuilles ovales à peine tachetées                                                                                      |
| Trillium viridescens Nutt.                   | Trillium viridescens    | Une bande allant du sud du Kansas et de l’Oklahoma au nord du Texas              | Pétales étroits verts, pourpres à leur base ; feuilles ovales à peine tachetées                                                                     |

### Les espèces asiatiques
Les espèces asiatiques sont rattachées au sous-genre Trillium.
| Espèce                                                                 | Photo                  | Distribution                                                          | Description                                                                                  |
| Trillium apetalon Makino                                               |                        | Nord du Japon, îles Sakhaline et Kuriles                              | Fleur à pétales absents et à sépales brunâtres                                               |
| Trillium camschatcense Ker Gawler (Syn. Trillium kamtschaticum Pallas) | Trillium camschatcense | Nord-est de la Chine, Corée, nord du Japon, îles Sakhaline et Kuriles | Pétales blancs ou crème                                                                      |
| Trillium hagae Miyabe & Tatewaki                                       |                        | Hokkaido                                                              | Pétales ovales blancs                                                                        |
| Trillium smallii Maxim.                                                | Trillium smallii       | Nord du Japon et îles Sakhaline                                       | Pétales absents ou partiellement avortés généralement pourprés, sépales brunâtres à pourprés |
| Trillium tschonoskii Maxim.                                            | Trillium tschonoskii   | De l’Himalaya à Taïwan, et au nord du Japon et aux îles Sakhaline     | Pétales blancs dépassant les sépales                                                         |

#### Remarques
Trillium smallii est une espèce allopolyploïde très variable d'origine hybride (Trillium apetalon × Trillium sp.).
Trillium hagae est une espèce triploïde ou hexaploïde d'origine hybride (Trillium camschatcense × Trillium tschonoskii).

Trillium govanianum Wall., une espèce miniature à fleur à 6 tépales identiques vert pourpré, est actuellement rattachée à un genre séparé appelé Trillidium.

## Culture
Les espèces de l’est de l’Amérique du Nord sont les plus faciles à cultiver. Celles de l’ouest de l’Amérique du Nord et d’Asie requièrent un climat maritime doux et humide, comme celui de la Normandie ou des îles Britanniques.
Les Trilliums demandent un sol limoneux, riche en humus, légèrement ombragé et bien drainé, à pH généralement neutre. Quelques espèces toutefois, comme Trillium rivale, sont calcicoles et quelques autres, comme Trillium undulatum, sont calcifuges. Les rhizomes doivent être plantés à une profondeur de 5 à 7,5 cm. Il faudra ensuite faire preuve de patience, car il faudra souvent deux ans avant que les plantes montrent leurs premières fleurs. Comme les feuilles des Trilliums disparaissent assez vite, il ne faut pas trop les grouper : il est préférable d'intercaler d’autres plantes prospérant dans les mêmes conditions.
Quelques producteurs spécialisés des Pays-Bas et du pays de Galles présentent régulièrement une vingtaine d’espèces. Les variétés les plus rares, comme Trillium grandiflorum f. roseum et ‘Flore Pleno’, sont très recherchées ; elles peuvent être obtenues à prix d’or.
Parmi les espèces les plus décoratives du sous-genre Trillium, Trillium grandiflorum et Trillium erectum sont les plus faciles à cultiver ; Trillium catesbaei, Trillium undulatum et Trillium rivale sont plus délicats. Trillium sessile est l’espèce du sous-genre Phyllantherum le plus fréquemment cultivée.

### Note
Une 44e espèce, Trillium oostingii, a été récemment caractérisée.
Ce taxon, qui est proche de Trillium lancifolium et de Trillium recurvatum, est endémique de la plaine alluviale de la Wateree River en Caroline du Sud. Une vingtaine de stations de cette nouvelle espèce y sont répertoriées.

## Sources
- Leo Lellito & Wilhelm Schacht, Hardy herbaceous perennials, Timber Press, 1985  (ISBN 0-88192-159-9)
- Frederick W. Case, Jr. & Roberta B. Case, Trilliums, Timber Press, 1997  (ISBN 0-88192-374-5)
- Daniel J. Hinkley, The explorer’s garden, Timber Press, 1999  (ISBN 0-88192-426-1)
- Baldassare Mineo, Rock garden plants, Timber Press, 1999  (ISBN 0-88192-432-6)